# Informant – Angst über der Stadt
Informant – Angst über der Stadt ist eine sechsteilige deutsche Krimiserie. Die Gemeinschaftsproduktion der Fernsehsender NDR, Arte und Das Erste wurde erstmals am 10. Oktober 2024 auf Arte veröffentlicht. Auf dem Filmfest Hamburg waren in einer Voraufführung wenige Tage zuvor bereits zwei Folgen gezeigt worden. Diese Neuverfilmung überträgt die britische Krimi-Miniserie Informer aus dem Jahre 2018 mit deutschen Schauspielern auf zeitgenössische deutsche Gegebenheiten.

## Handlung
Der junge Afghane Raziq „Raza“ Shaheen, der mit Vater, jüngerem Bruder und Freundin als anerkannter Flüchtling in einer kleinen Hamburger Wohnung lebt, wird von Gabriel Bach, einem Terrorismusabwehragenten des Landeskriminalamts, zu einem Undercover-Einsatz in einer Drogenmafia-Organisation genötigt. Falls er nicht mitmacht, werde seine illegal in Hamburg lebende Freundin Sadia kurzfristig in einem Abschiebeflug landen, so lautet die wirkmächtige Androhung. Den deutschen Staatsschutzbehörden aus Hamburger LKA und BKA geht es darum, einem befürchteten großen terroristischen Bombenanschlag von Islamisten zuvorzukommen.

## Folgen
Die Erstveröffentlichung fand am 10. Oktober 2024 zeitgleich in deutscher und französischer Sprachfassung auf Arte statt, auf Französisch unter dem Titel L'agent infiltré. Weitere internationale Lizenzierungen, etwa für Norwegen und Dänemark, firmierten unter dem kürzeren Titel Informant.
Stab und Darsteller sind für alle sechs Folgen ohne wechselnde Besetzungen angegeben. Drehort war durchgehend Hamburg. Die Dreharbeiten liefen vom 20. Juni 2023 bis 13. Oktober 2023. Es wurde auch eine arabischsprachige Fassung hergestellt.
| Nr. | Originaltitel                        | Erstausstrahlung (DE, FR) |
| --- | ------------------------------------ | ------------------------- |
| 1   | Was seid ihr für Menschen?!          | 10. Okt. 2024             |
| 2   | Keinen Millimeter                    | 10. Okt. 2024             |
| 3   | Der erste Schlag muss heftig sein    | 10. Okt. 2024             |
| 4   | Tragen wir nicht alle unsere Narben? | 10. Okt. 2024             |
| 5   | Besser scheitern                     | 10. Okt. 2024             |
| 6   | Wie fühlst du dich?                  | 10. Okt. 2024             |

## Belege
1. ↑  "Informant": Thriller-Serie mit Jürgen Vogel in ARD Mediathek,  NDR  vom 18. Oktober 2024, abgerufen am 3. Juni 2025
2. ↑  So spannend geht die Serie weiter. Südwest-Presse vom 17. Oktober 2024, abgerufen am 4. Juni 2025
3. ↑  Informant – Angst über der Stadt. Internet Movie Database, abgerufen am 3. Juni 2025.